# Лош Ферклот
Дункан МакЛоклін «Лош» Ферклот (англ. Duncan McLauchlin «Lauch» Faircloth; 14 січня 1928, округ Сампсон, Північна Кароліна — 14 вересня 2023, Клінтон, Північна Кароліна) — американський політик-республіканець, сенатор США від штату Північна Кароліна з 1993 по 1999.
Він був фермером, працював у сфері нерухомості, будівництва, машинобудування і торгівлі автомобілів. З 1969 по 1972 він очолював Комісію з питань шосе Північної Кароліни, з 1977 по 1983 — секретар Департаменту торгівлі Північної Кароліни.
З 1950 по 1990 Ферклот входив до лав Демократичної партії.